# Pagaronia tridens
Pagaronia tridens är en insektsart som beskrevs av Hayashi och Ryoichi Arai 1990. Pagaronia tridens ingår i släktet Pagaronia och familjen dvärgstritar. Inga underarter finns listade i Catalogue of Life.